# Барани, Роберт
Ро́берт Ба́рани (собственно Барань, венг. Róbert Bárány; 22 апреля 1876, Рехниц, Австро-Венгерская империя — 8 апреля 1936, Уппсала, Швеция) — австрийский оториноларинголог венгерского происхождения. Лауреат Нобелевской премии по физиологии и медицине в 1914 году.

## Биография
Был старшим из шестерых детей в семье управляющего имением и впоследствии (после переезда в Вену) банковского служащего Игнаца Барани (Ignácz Bárány) из Варпалоты и Марии Хок (Marie Hock, 1853—?), дочери пражского историка и журналиста, приверженца движения еврейского просвещения Шимона Хока (1815—1892) и Йоханны Брандейс (1820—?). В результате перенесённого в детстве костного туберкулёза остался хромым, но также развил интерес к медицине.
Обучался в медицинской школе Венского университета, в 1900 году получил учёную степень доктора медицины (его диссертация была посвящена явлению ритмического нистагма). Для исследования использовал созданный им механизм, называемый ныне креслом Барани.
Роберт Барани работал хирургом в австрийской армии, и был взят в плен российской армией. Когда в 1914 году, за его исследования вестибулярного аппарата, ему была присуждена Нобелевская премия, Роберт Барани содержался в лагере военнопленных. В 1916 году, после ходатайства Международного Красного Креста, он был освобождён и смог получить эту награду. С 1917 года и до своей смерти в 1936 году он работал профессором факультета отоларингологии Уппсальского университета.
Сыновья Роберта Барани (от брака с Идой Бергер, с 1909 года) стали известными учёными — шведский офтальмолог и физиолог Эрнст Барани (швед. Ernst H. Barany, 1910—1991) и шведский гастроэнтеролог Франц Р. Барани (р. 1914); дочь — американский психиатр и психоаналитик Ингрид Барани Гиффорд (англ. Ingrid Barany Gifford, 1918—2003).
Изображен на почтовых марках Швеции 1974 года, Австрии 1976 года, Венгрии 1988 года, Сент-Винсента и Гренадин 1995 года и Чада 1997 года.